# Перша Білгород-Дністровська церква
Перша Білгород-Дністровська церква – релігійна громада євангельських християн у м. Білгороді-Дністровському, Одеської області, є найстарішою євангельською церквою півдня Одеської області. Церква входить до Всеукраїнського союзу церков євангельських християн-баптистів.

## Заснування Першої Білгород-Дністровської церкви
У 1888 році Іван Колесніков, єврей, який у 14 років навернувся до християнства, прибув до Аккермана з Херсонської губернії. Розчарувавшись у Православній церкві, він став баптистом і почав місіонерську діяльність, поширюючи Євангеліє в навколишніх селах. Його активність стала основою для заснування Першої Білгород-Дністровської церкви.
Перший місцевий житель, який прийняв хрещення по вірі, був Петро Макаров, народжений у 1844 році. У 1890 році він став першим віруючим з місцевих мешканців, а за ним до віри навернулися Федір Борисов і Іван Шемаченко, поширюючи Боже Слово серед мулярів.

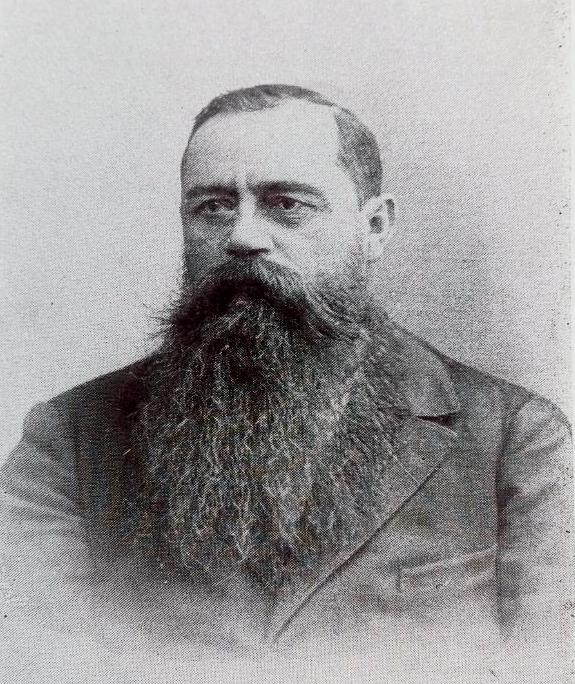
Василь Павлов

До 1900 року євангельська громада Аккермана згадується в офіційних документах, а у 1901 році, згідно зі звітом православної єпархії, в Бессарабії було 119 баптистів. Євангельська громада в Аккермані складалася з 10 членів, якими керував 22-річний Харалампій Кравченко. Він активно проповідував серед колишніх православних і молокан, створюючи міцну громаду віруючих. У 1912 році, завдяки допомозі Першої Одеської церкви, під керівництвом Василя Павлова в Аккермані було облаштовано приміщення для богослужінь, що дало змогу громаді рости.
У 1914 році почалася Перша світова війна, а в 1917 році була проголошена Українська Народна Республіка. За результатами бойових дій, 9 березня 1918 року Аккерман, разом із частиною Бессарабії, увійшов до складу Королівства Румунія .

## Період Румунської окупації
У 1918 році Бессарабія, включно з містом Аккерман, увійшла до складу Королівства Румунія, місто змінило назву на Cetatea Albă — "Біла фортеця". У перші роки румунської окупації євангельська громада в Аккермані почала зростати.

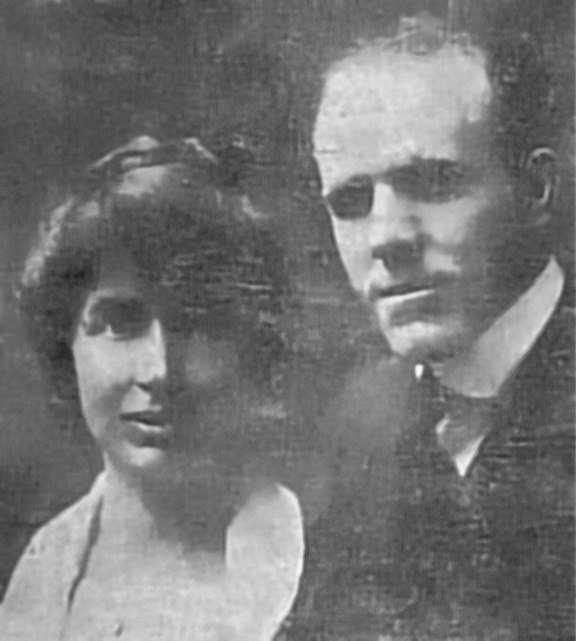
Walter Craighead і його дружина Hazel

У 1920 році на лимані поблизу м’ясокомбінату відбулося водне хрещення, яке охоронялось румунською поліцією. Водне хрещення прийняли Микола Григорович Малішевський та доньки сім’ї Рандєвих.
У 1922 році до міста повернувся Савелій Слободенюк, який увірував під час заробітків у Польщі. Разом із привезеною літературою він підтримав громаду, яка вже налічувала близько 40 осіб. Того ж року до Аккермана прибув американський місіонер Уолтер Крегхед зі своєю дружиною Хейзел. Їм було лише по 30 років, але вони були сповнені енергії та натхнення. Уолтер переконав громаду шукати місце для нової будівлі церкви в людному районі, щоб привернути більше уваги до Слова Божого.
Завдяки зусиллям громади, вони орендували та відремонтували пустуючу будівлю зернового магазину на розі вулиць Ізмаїльська та Плавнева, навпроти кінного ринку. Це місце стало центром духовного життя в місті. Уолтер щоранку відкривав двері церкви й грав на трубі, запрошуючи людей послухати музику та проповідь.
Однак румунська влада поступово почала переслідувати євангельських віруючих. Поліція забороняла проводити відкриті євангелізаційні заходи, а служителів іноді відправляли на примусові роботи.
Цінним свідченням про ці часи є спогади Георгія Поліщука. У 1935 році, будучи ще молодим і невіруючим, він відвідав зібрання віруючих в Аккермані, де християни співали псалом "Вот спаситель с небес к нам пришел". Це стало поворотним моментом у його житті, і він згодом прийняв віру в Христа, залишаючи свій слід в історії церкви.
Місіонери Крегхеди, змушені були залишити місто в 1940 році після вторгнення Радянської армії, зігравши важливу роли в становленні Першої Білгород-Дністровської баптистської церкви, показуючи приклад віри та відданості Богу.

## Радянська окупація
28 червня 1940 року радянські війська Південного фронту без оголошення війни захопили Бессарабію та Північну Буковину. В Аккермані, обраному центром новоствореної Аккерманської області, розмістили управління НКВС, яке під керівництвом капітана А. М. Сєдова почало жорстокі репресії, заарештовуючи колишніх чиновників та підприємців. 19 квітня 1941 року НКВС розстріляло частину ув’язнених на Грецькому кладовищі.
Окупаційний режим почав боротьбу з церквами, спершу забравши Аккерманську хоральну синагогу та Вірменську церкву. Восени 1940 року молитовний будинок відібрали та перетворили на контору млинзаводу, а віруючі почали збиратися в приватних будинках для таємних служб. 2 серпня 1942 року Павло Поліщук згадує про своє водне хрещення, вночі на Дністровському лимані.

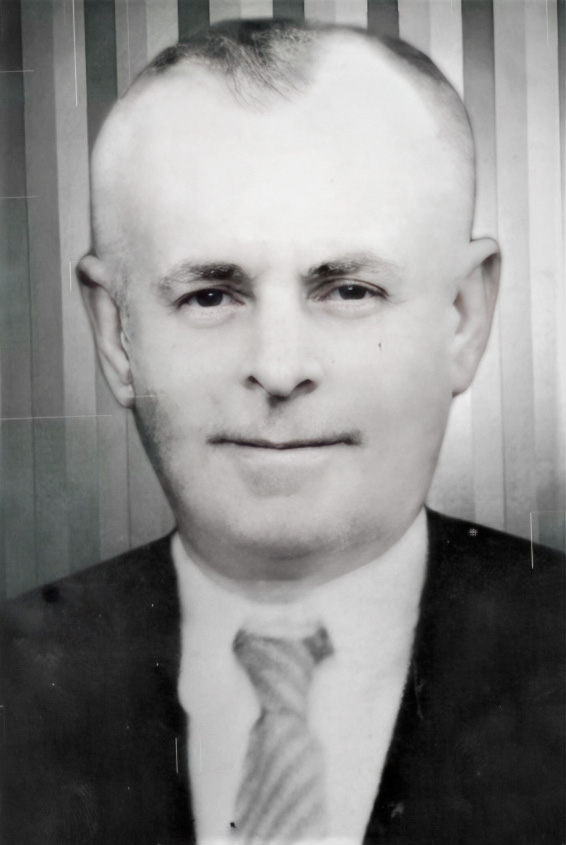
Іван Федорович Ткаченко

Бессарабія залишалася під контролем СРСР недовго: у 1941 році румунські війська зайняли її, перетворивши на губернаторство Бессарабія, яке проіснувало до серпня 1944 року, після чого повернулося до складу СРСР. У 1945 році почався жахливий голод, що забрав багато життів. НКВС продовжувало масові арешти, зокрема духовенства, і створювало атмосферу терору.
Наприкінці 40-х років громада намагалася легалізувати свою діяльність, проводячи зібрання в будинку молокан. Але згодом влада арештувала віруючих, і частина громади емігрувала до Румунії. Громада почала збиратися у приватному будинку Тихона Поліщука, якого арештували 31 березня 1949 року за "антирадянську пропаганду" і засудили на 25 років.
Після арешту Тихона, громаду очолив Іван Ткаченко. Незважаючи на терор з боку КДБ, він намагався отримати дозвіл на реєстрацію громади. У 1959 році він написав офіційний лист з проханням зареєструвати Об’єднання євангельських християн-баптистів.

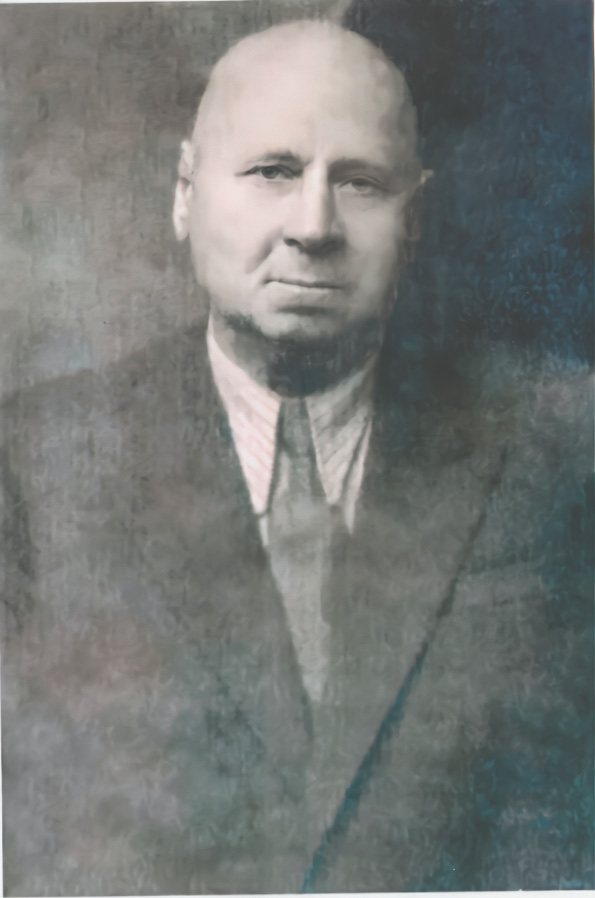
Пастор з Одеси - Михайло Липовий

Іван Ткаченко мріяв про будівництво дому молитви, але не дожив до його початку. Його арештували, і після чергового терару з боку КДБ він помер від інфаркту в 1964 році, так і не отримавши дозволу на будівництво. Після нього пастор Михайло Липовий продовжив справу, намагаючись зареєструвати громаду, і 14 листопада 1964 року отримав цю реєстрацію.
У 1966 році громада отримала дозвіл на будівництво дому молитви по провулку Мирному. Будівництво почалося з великими труднощами, але успішно завершилося вже через рік. Перші богослужіння відбулися 15 жовтня 1967 року в новопобудованому приміщенні.
Після закінчення будівництва пастор Михайло Липовий рукопоклав Федора Ніколаї на пасторське служіння. Незважаючи на переслідування, громада зростала. У 80-х роках в церкві налічувалося 185 дорослих членів. Епоха ворожого атеїзму підходила до кінця, і комуністичній машині залишалося жити лише кілька років.

## Час релігійної свободи
У 90-х роках церкви України почали вільно діяти, проводити публічні хрещення та євангелізації. Перша Білгород-Дністровська церква активно включилася в євангелізаційну роботу, що призвело до духовного пробудження. За кілька років громада виросла майже вдвічі, і Молитовний будинок, збудований у 60-х роках, не міг вмістити всіх віруючих.
У цей період організувалися дочірні церкви, зокрема у селі Шабо та селищі Сергіївка, а також у селах Миколаївка, Біленьке, Південне, Розкішне. Церква підтримувала громади в селах Удобне, Косовка та Стара Царичанка.
1993 рік почався з будівництва нової дочірньої церкви в Білгород-Дністровському. Проєкт підтримала організація Бессарабських німців на чолі з Едвіном Кельмом. Будівництво очолював Анатолій Жилінський, а пасторами були Павло Римський та Михайло Піштой.
У 2000 році відбулося освячення нового Молитовного будинку та утворення нової громади "Храм Спасіння". Пастором став Михайло Піштой, а служіння в Першій Білгород-Дністровській церкві продовжив Павло Римський. Церкві допомагали місіонери Джим і Розалінд Холломан з Алабами.

## Будівництво нового будинку молитви

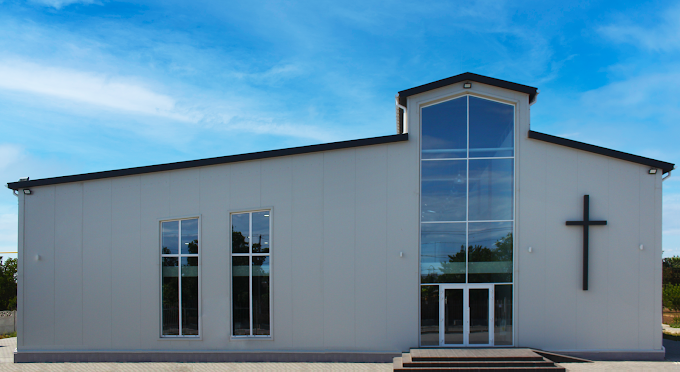
Перша Білгород-Дністровська церква

Вже у 2020 році церква налічувала  200 членів громади. Почався другий, а згодом третій потік недільних зібрань, і через нестачу місця було прийнято рішеня побудувати новий будинок молитви по вул. Мартирія Галина 10-12. Перше богослужіння в новозбудованому будинку молитви відбулося 20-го лютого 2022 року. Через 4 дні почалося повномасштабне російське вторгнення, церква перетворилася на центр соціальної та духовної підтримки громадян.
Станом на 2025 рік церква налічує близько 300 дорослих членів громади.